# Historische Werkstätte Mulin

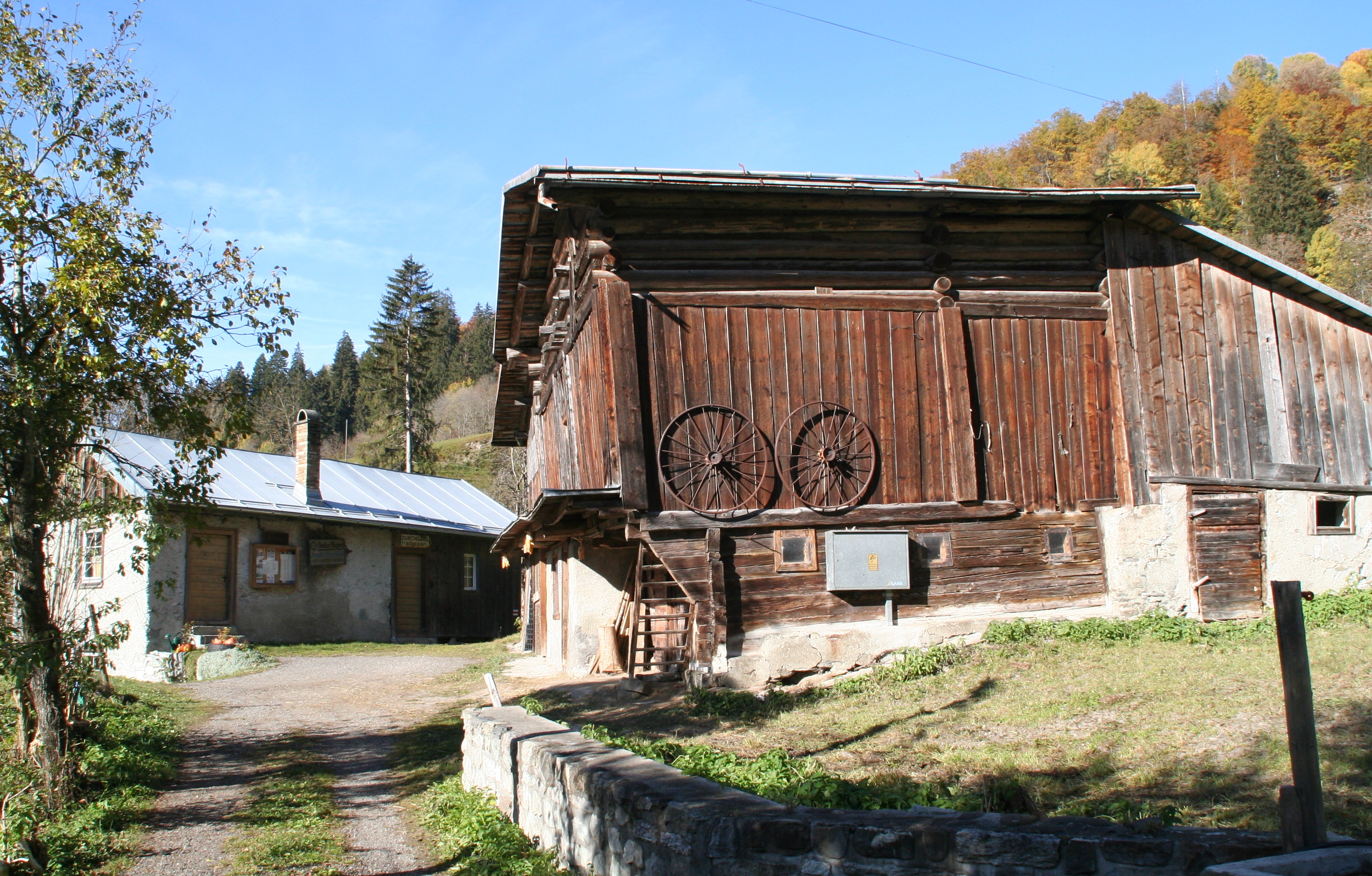
Werkstatt und Scheune

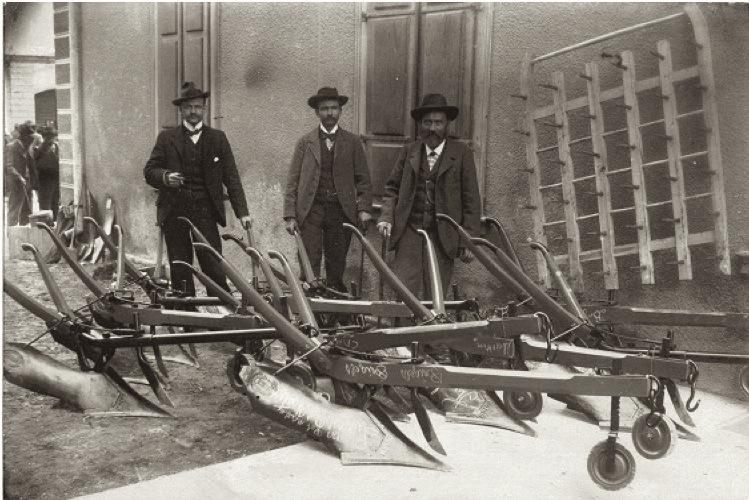
Arnold Giger mit seinen Söhnen 1904 beim Verkauf der Schnauserpflüge auf dem Markt in Ilanz

Die Historische Werkstätte Mulin (mulin rätoromanisch für «Mühle») ist ein landwirtschaftshistorisches Museum in Schnaus in der unteren Surselva.

## Geschichte
Im Jahr 1871 kam Arnold Giger-Mühlenbauer (* 1843) nach Schnaus, ein Schmied, Mühlenbauer und Erfinder aus Quarten am Walensee.
1877 rief er die heutige Historische Werkstätte ins Leben. Alle historischen Geräte sind noch heute funktionsfähig und werden in ihrer Wirkweise präsentiert.
Das Werkstattsgebäude und die Scheune liegen westlich des Dorfes am alten Weg nach Rueun. Giger ersuchte die Gemeinde um eine Bewilligung für eine Wasserzuführung zu seiner Werkstätte. Die Gemeinde verwehrte Giger jedoch dieses Recht. Auf der anderen Seite des Grenzbaches war Giger erfolgreicher: Die Gemeinde Rueun erlaubte ihm die Erstellung eines Wasserrades. Die grenzüberschreitende Transmission vom Wasserrad auf dem Boden der Gemeinde Rueun zur Werkstatt auf Schnauser Boden ist 75 Meter lang. Das Unterschlächtige Wasserrad dreht mit rund 90 Umdrehungen pro Minute.

### Der Schnauserpflug

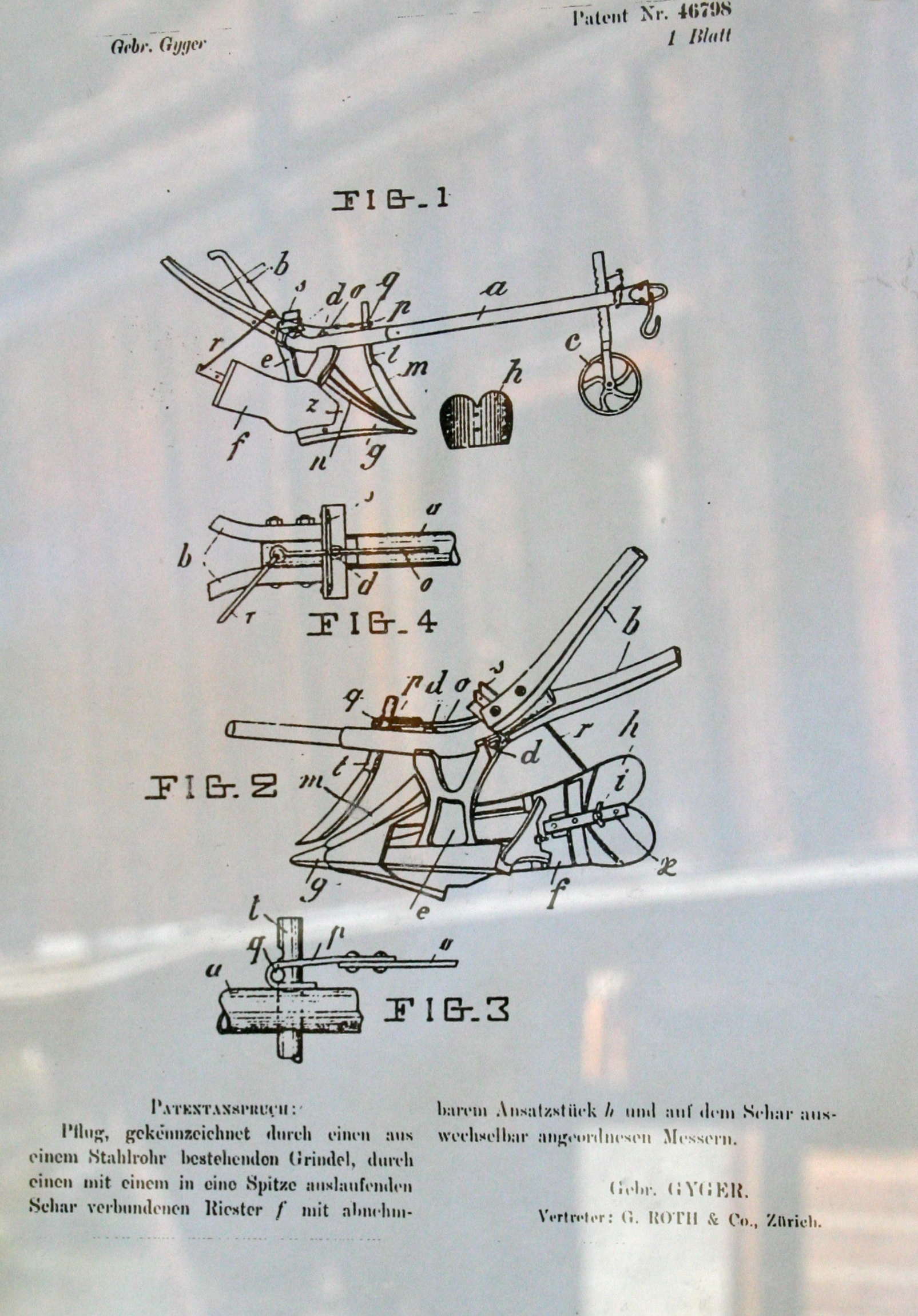
Zeichnung des Schnauserpflugs aus der Patentschrift

Am erfolgreichsten war der sogenannte "Schnauser-" oder "Giger-Pflug". Dessen Besonderheit war, dass er die Erde in einem einzigen Durchgang aufriss und kehrte. Zudem war er durch seine Eisen-Holz-Verbindung wesentlich robuster als die bis dahin üblichen Holzpflüge.
Die Produktionsleistung lag bei ungefähr 50 Pflügen jährlich. Über die Jahre verließen 2500–3000 Pflüge die Schmiede. Sie wurden in der Gasetta Romontscha zum Verkauf angepriesen und dann auf dem Markt von Ilanz feilgeboten.  Im Januar 1909 liessen Gigers Söhne die Erfindung des Vaters patentieren.

### Wiederbelebung
In den 1970er Jahren erfuhr der Schnauserpflug eine Renaissance: Der König von Bhutan stiftete seinen Bauern die technologisch nur wenig modifizierten Geräte. Auch in Bolivien kamen die Pflüge zum Einsatz.

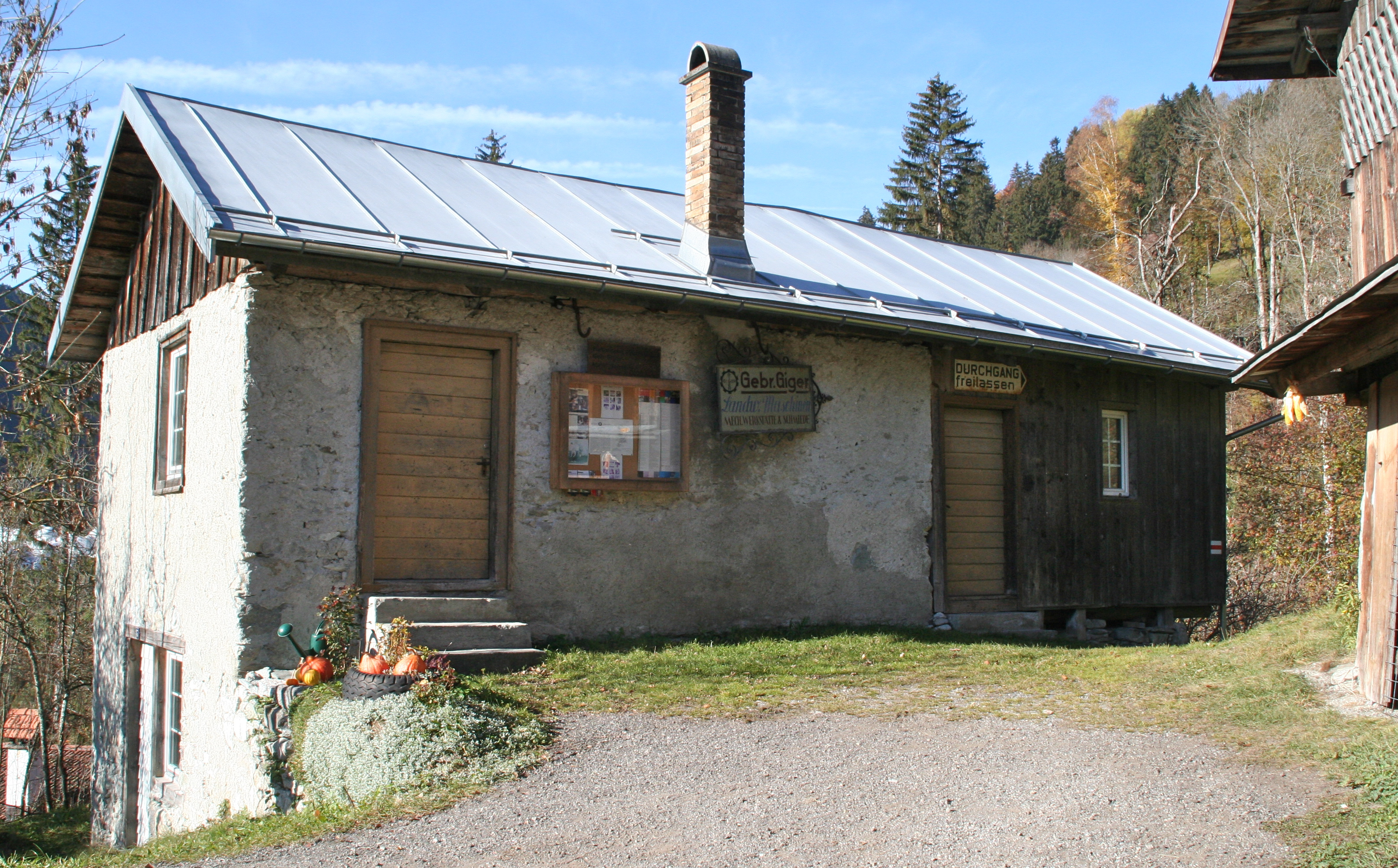
Werkstatt
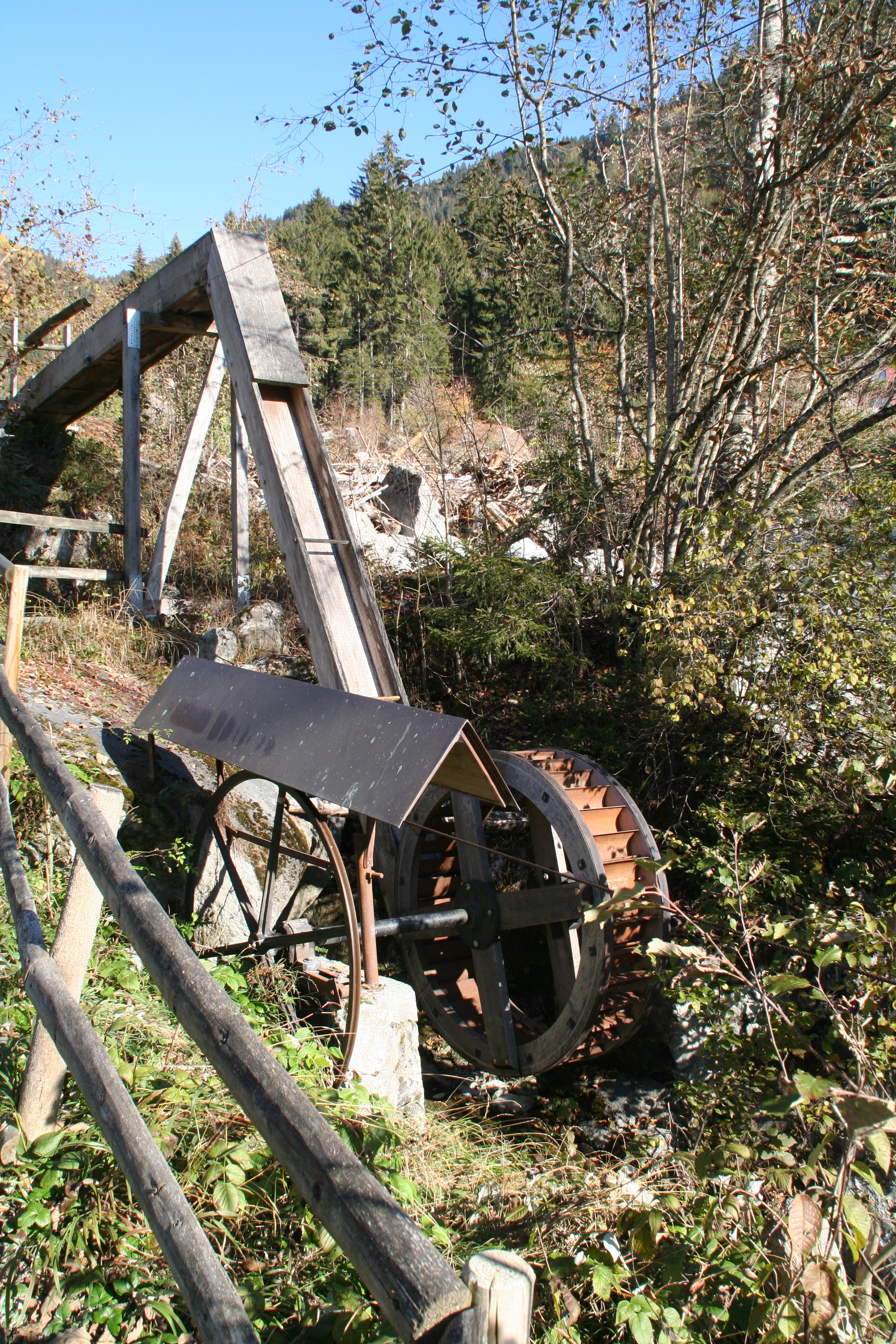
Wasserrad
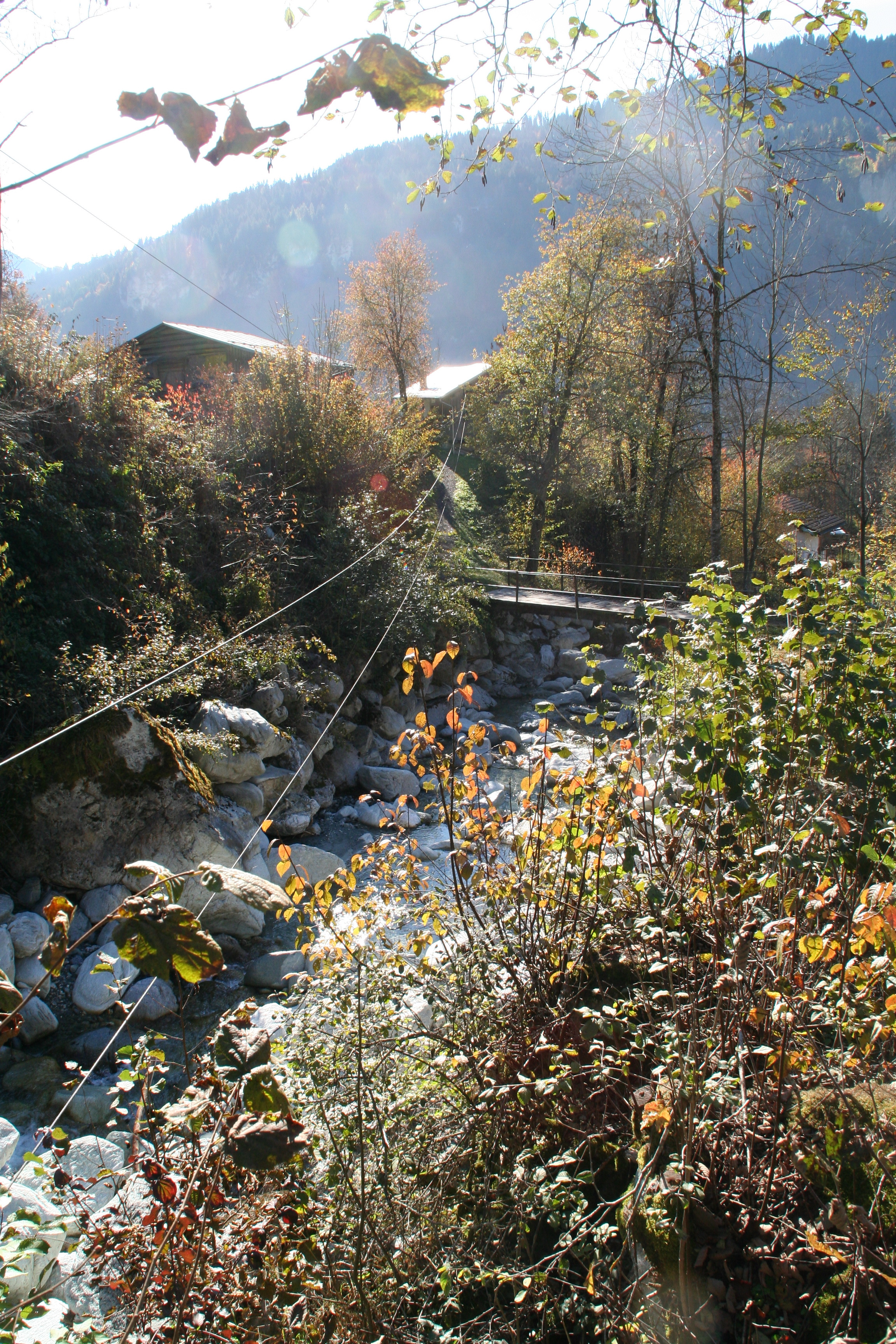
Antriebsseil